# Ivan Kharchenkov
Ivan Kharchenkov (* 20. September 2006) ist ein deutscher Basketballspieler.

## Werdegang
Kharchenkov spielte in der Jugend der DJK Landsberg sowie der TS Jahn München und wechselte 2017 in den Nachwuchs des FC Bayern München. In der zweiten Herrenmannschaft des FCB in der 2. Bundesliga ProB kam er erstmals im September 2021 zum Einsatz. Im November 2022 bestritt Kharchenkov ein erstes Spiel für den FC Bayern in der Basketball-Bundesliga, erzielte gegen den Mitteldeutschen BC fünf Punkte und wurde mit 16 Jahren, einem Monat und 30 Tagen zum jüngsten Spieler des FC Bayern, der in der höchsten deutschen Spielklasse eingesetzt wurde, und zum jüngsten Spieler, der seit dem Beginn der elektronischen Statistikerfassung in der Bundesliga einen Korbtreffer erzielte. Im Mai 2024 erhielt er vom FC Bayern München einen Dreijahresvertrag. Kharchenkov kam im Laufe der Saison 2023/24, in der der FC Bayern deutscher Meister und Pokalsieger wurde, auf zwölf Bundesliga-Einsätze.
Im Juni 2025 wurde sein Wechsel an die University of Arizona in den Vereinigten Staaten mit der Beginn der Saison 2025/26 bekannt. Vor seinem Weggang aus München gewann Kharchenkov Ende Juni 2025 mit der Mannschaft noch einmal die deutsche Meisterschaft.

### Nationalmannschaft
Im Sommer 2022 gewann er mit der deutschen U16-Nationalmannschaft an der B-Europameisterschaft 2022. Mit durchschnittlich 13,3 Punkten, 5,5 Rebounds, 2,9 Assists und 1,6 Steals trug Kharchenkov maßgeblich zum Titelgewinn bei und wurde in die Mannschaft des Turniers gewählt. Im Juli 2023 gewann Kharchenkov Bronze bei der U18-Europameisterschaft, er war mit 17,1 Punkten je Begegnung der beste deutsche Korbschütze der EM und wurde abermals in die Mannschaft des Turniers gewählt. Bundestrainer Gordon Herbert berief ihn im Februar 2024 erstmals in die deutsche Herrennationalmannschaft. Im Sommer 2024 wurde er U18-Europameister, zum Endspielsieg gegen Serbien trug Kharchenkov 18 Punkte bei.

## Statistik

### Bundesliga

#### Hauptrunde
| Saison  | Team    | GP | GS | MPG   | FG % | 3P % | FT %  | RPG | APG | SPG | BPG | PPG |
| ------- | ------- | -- | -- | ----- | ---- | ---- | ----- | --- | --- | --- | --- | --- |
| 2022/23 | München | 3  | 1  | 08:47 | .571 | .625 | .1000 | 0.7 | 1.0 | 0.0 | 0.3 | 7.0 |
| 2023/24 | München | 8  | 0  | 13:06 | .600 | .364 | .667  | 0.8 | 0.6 | 0.8 | 0.3 | 4.3 |

#### Playoffs
| Saison  | Team    | GP | GS | MPG   | FG %  | 3P %  | FT %  | RPG | APG | SPG | BPG | PPG |
| ------- | ------- | -- | -- | ----- | ----- | ----- | ----- | --- | --- | --- | --- | --- |
| 2022/23 | München | 0  | 0  | 00:00 | .1000 | .1000 | .1000 | 0.0 | 0.0 | 0.0 | 0.0 | 0.0 |
| 2023/24 | München | 4  | 0  | 05:21 | .500  | .000  | .1000 | 1.0 | 0.8 | 0.3 | 0.0 | 1.0 |

Quelle: 

## Familie
Sein Vater Alexander Chartschenkow wurde mit der Sowjetunion Basketball-Weltmeister. Bruder Nikita Khartchenkov spielte ebenfalls in der Bundesliga.